# Championnats de France d'escrime 2015
Navigation
Édition précédente Édition suivante
Les championnats de France d'escrime 2015 ont eu lieu sur trois week-ends, les 16 et 17 mai à Joué-lès-Tours puis les 30 et 31 mai à Marseille et enfin les 20 et 21 juin à Épinal. Six épreuves figurent au programme, trois masculines et trois féminines.

## Liste des épreuves
- Sabre masculin et sabre féminin :
  - les épreuves ont eu lieu à Joué-lès-Tours les 16 et 17 mai 2015 en même temps que les épreuves par équipes.
- Fleuret masculin et fleuret féminin :
  - les épreuves ont eu lieu au Palais des sports de Marseille les 30 et 31 mai 2015 en même temps que les épreuves par équipes.
- Épée masculine et épée féminine :
  - les épreuves ont eu lieu à Épinal les 20 et 21 juin 2015 en même temps que les épreuves par équipes.

## Classements individuels

### Sabre
- Sabre féminin[1] :

| Or     | Cécilia Berder    | Cercle d'escrime orléanais |
| Argent | Saoussen Boudiaf  | Cercle d'Escrime Roubaix   |
| Bronze | Flora Palu        | Paris ATP                  |
| Bronze | Charlotte Lembach | Strasbourg Université Club |

- Sabre masculin[2] :

| Or     | Vincent Anstett | Souffel Escrime Club |
| Argent | Julien Médard   | Section paloise      |
| Bronze | Boladé Apithy   | ASPTT Dijon          |
| Bronze | Nicolas Rousset | ASPTT Dijon          |

### Épée
- Épée masculine[3] :

| Or     | Jean-Michel Lucenay | Cercle d'Escrime d'Aulnay-Sous-Bois |
| Argent | Alexandre Blaszyck  | VGA Saint-Maur                      |
| Bronze | Erwan Fonson        | Beauvais ACA                        |
| Bronze | Gauthier Grumier    | Levallois                           |

- Épée féminine[4] :

| Or     | Amélie Awong                   | Grenoble Parmentier |
| Argent | Maureen Nisima                 | Levallois           |
| Bronze | Joséphine Jacques-André-Coquin | Bondy AS            |
| Bronze | Hélène Ngom                    | Saint-Gratien       |

### Fleuret
- Fleuret masculin[5] :

| Or     | Enzo Lefort             | Cercle d'escrime Melun Val de Seine |
| Argent | Guillaume Pitta         | Aubervilliers                       |
| Bronze | Aymeric Escurat         | Issy Mousquetaires                  |
| Bronze | Jean-Paul Tony-Helissey | Bourg la Reine                      |

- Fleuret féminin[6] :

| Or     | Ysaora Thibus | Bourg-la-Reine |
| Argent | Anita Blaze   | Aubervilliers  |
| Bronze | Astrid Guyart | Vésinet US     |
| Bronze | Julie Huin    | MDF Lyon       |

## Classements par équipes
Conjointement aux épreuves individuelles, se tiennent les finales des championnats de France par équipes. Elles opposent les équipes qualifiées pour les quarts de finale.

### Sabre
- Sabre masculin[7] :

| Or     | Section paloise | Clément Cambeilh Fernando Casares Julien Médard Romain Miramon Choy          |
| Argent | Bourges ESC     | Benoit Lamboley François Régent Pierre Luc Wilain de Leymarie Alexandre Woog |
| Bronze | Meylan SE       | Antoine Bès Naël Canalt Xavier Parent Rémi Senegas                           |

- Sabre féminin[8] :

| Or     | Cercle d'escrime orléanais | Cécilia Berder Manon Brunet Laura Reguigne Marion Stoltz                  |
| Argent | US Métro                   | Azza Besbes Amandine Chapuis Marie-Catherine Danion Charleine Taillandier |
| Bronze | Paris ATP                  | Elsa Milovanovic Flora Palu Margaux Rifkiss                               |

### Épée
- Épée masculine[9] :

| Or     | Escrime Rodez Aveyron           | Jonathan Bonnaire Fabrice Jeannet Daniel Jérent Nikolai Novosjolov |
| Argent | Levallois Sporting Club Escrime | Gauthier Grumier Virgile Marchal Ulrich Robeiri Yannick Borel      |
| Bronze | Escrime Saint-Gratien           | Alexandre Bardenet Alex Fava Silvio Fernández Ivan Trevejo         |

- Épée féminine[10] :

| Or     | Levallois Sporting Club Escrime | Victoria Mo Maureen Nisima Héloïse Vaujour Coraline Vitalis          |
| Argent | Beauvais ACA                    | Arsenelle Babela Mary Cohen Dimodi Laurence Épée Mélissa Goram       |
| Bronze | Le Chesnay Escrime 78           | Mélanie Feytie-Bravais Tiffany Géroudet Sylvie Tillet Barbara Wainer |

### Fleuret
- Fleuret masculin[11] :

| Or     | Rueil-Malmaison | Xavier Gros Julien Mertine Vincent Simon Victor Sintès                     |
| Argent | Aubervilliers   | Alaaeldin Abouelkassem Nicolas Gallician Guillaume Pitta Cedrik Serri      |
| Bronze | Pays d'Aix      | Miles Chamley-Watson Virgile Collineau Erwann Le Péchoux Marcel Marcilloux |

- Fleuret féminin[12] :

| Or     | Bourg-la-Reine        | Sarah Bertille Inès Boubakri Gaëlle Gebet Ysaora Thibus |
| Argent | Aubervilliers         | Anita Blaze Théodora Fosse Bérangère Genevois           |
| Bronze | Masque de Fer de Lyon | Coralie Brot Julie Huin Morgane Patru                   |